# Подсливница
Подсливница (словен. Podslivnica) је насељено место у општини Церкница, Приморско-нотрањска регија, Словенија.

## Историја
До територијалне реорганизације у Словенији била је у саставу старе општине Церкница.

## Становништво
У попису становништва из 2011. године, Подсливница је имала 31 становника.
| Број становника према пописима | Број становника према пописима | Број становника према пописима |
| ------------------------------ | ------------------------------ | ------------------------------ |
| 1991                           | 2002                           | 2011                           |
| 22                             | 24                             | 31                             |

## Галерија
- сеоска кућа
- викендица
- помоћни објекти сеоских домаћинстава
- детаљ